# فرانسیس ماتیلدا ابوت
فرانسیس ماتیلدا ابوت (۱۸ اوت ۱۸۵۷ – ۲۱ سپتامبر ۱۹۳۹) یک فعال حقوق زنان و زیست‌شناس آمریکایی بود. او اولین زن از کنکورد، نیوهمپشر بود که مدرک لیسانس دریافت کرد و اغلب دربارهٔ حقوق زنان برای روزنامه‌های ملی می‌نوشت و در بسیاری از سازمان‌های فعال حقوق زنان شرکت می‌کرد. او همچنین متون زیادی دربارهٔ حیات وحش و تاریخ خانواده کانکورد برای مخاطبان محلی نوشت که منجر به حضورش در فهرست‌های معاصر زنان برجسته آمریکایی شد.

## دوران کودکی
فرانسیس ماتیلدا ابوت در ۱۸ اوت ۱۸۵۷ در کانکورد، نیوهمپشایر متولد شد، تنها فرزند جان و ماتیلدا (برکس) ابوت. پدر او که شش بار به عنوان شهردار کانکورد انتخاب شده بود، از نسل نخستین مهاجران کانکورد بود،  و مادرش زمانی در جامعه ترانسندنتالیستی یوتوپی فارم بروک تحصیل کرده بود.
در سن چهارده‌سالگی، ابوت به‌عنوان نویسندهٔ پرداخت‌شده در روزنامه ماهانه جوانان ما (Our Young Folks) فعالیت می‌کرد. او در سال ۱۸۷۵ از مدرسه متوسطه کانکورد فارغ‌التحصیل شد و در سال ۱۸۸۱ از دانشگاه واسار فارغ‌التحصیل گردید،  که او را به اولین زن از کانکورد تبدیل کرد که مدرک لیسانس دریافت کرده است.

## فعالیت‌های حقوق زنان
ابوت حامی طولانی‌مدت حقوق زنان بود. از دهه ۱۸۹۰، او اغلب ستون‌هایی دربارهٔ حقوق زنان برای نشریات ملی می‌نوشت.

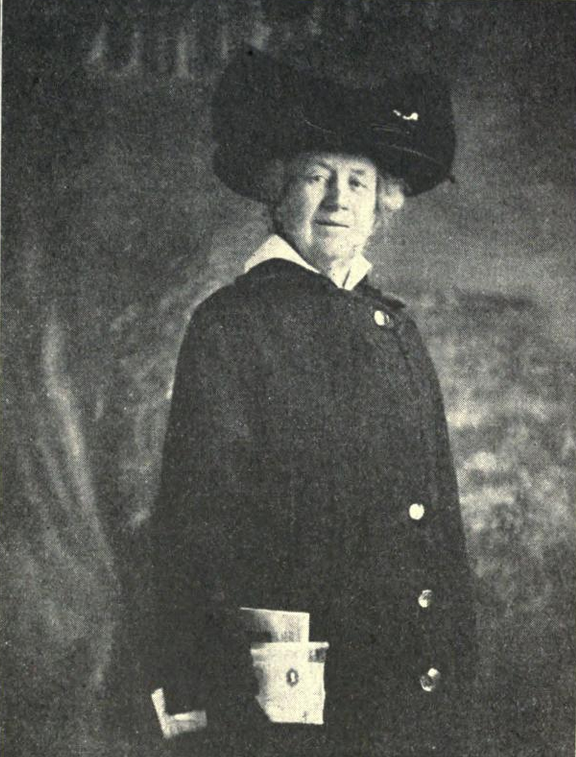
از نشریه‌ای در سال ۱۹۱۹.

ابوت همچنین دربارهٔ تأثیر آزادکنندهٔ تحصیلات دانشگاهی بر زنان بحث کرد. با استفاده از عضویت خود در انجمن فارغ‌التحصیلان دانشگاهی (شبکه‌ای برای زنان تحصیل‌کرده که پیش‌درآمد انجمن دانشگاهی زنان آمریکا)، ابوت فهرست اعضای این انجمن را با سوابق فارغ‌التحصیلان دانشگاه واسار تطبیق داد تا دستاوردهای پس از دانشگاه و درآمد زنان فارغ‌التحصیل را ردیابی کند. با محاسبه فراوانی نتایج شغلی و ازدواج‌ها در میان زنان تحصیل‌کرده دانشگاهی، ابوت به نگرانی‌های معاصر اشاره کرد که تحصیلات دانشگاهی ممکن است باعث کاهش نرخ ازدواج زنان شود. با اینکه او نگران کاهش نرخ ازدواج در میان زنان جوان بود، اهمیت تحصیلات دانشگاهی برای زنان را یادآوری کرد و نوشت که «زنان، پس از اینکه یک‌بار از میوه درخت دانش چشیدند، دیگر راضی نخواهند بود که آن را رها کنند.» پژوهشگران معاصر اشاره می‌کنند که مقالات او کمک کرد تا حقوق زنان را در زمانی که حق رأی هنوز با شک و تردید روبه‌رو بود، زمینه‌سازی کند. ابوت همچنین عضویت دائمی در انجمن خیریه زنان کانکورد، زنانی که وابسته به اتحادیه مسیحی جوانان و انجمن مهمان‌نوازی زنان داشت.

## نوشته‌های محلی
ابوت همچنین یک زیست‌شناس مشتاق بود. پس از یک سفر طبیعت در سال ۱۸۸۵ با باشگاه کوه‌های آپالاش، او الهام گرفت تا سازمانی برای قدردانی از طبیعت در کانکورد، به نام باشگاه گل وحشی، در ۱۸۹۶ تأسیس کند. ده سال بعد، او راهنمایی برای فلور و حیات وحش کانکورد منتشر کرد که بر اساس مشاهدات شخصی او بود و نام آن پرندگان و گل‌های کانکورد، نیوهمپشایر بود. کتاب او قصد داشت تا حیات وحش محلی را برای ساکنان کانکورد، به‌ویژه کودکان، قابل دسترس کند و از طریق مجموعه‌ای از روایت‌های روزنامه‌نگاری، ملاقات‌های او با گونه‌های محلی را توصیف کند. با گنجاندن مشاهدات دیگر ناظران طبیعت، کتاب ابوت ۲۰۱ پرنده و ۵۴۰ گل مختلف در کانکورد را فهرست کرد. ابوت همچنین پروژه‌های نسب‌شناسی و تاریخی را بر عهده گرفت. او متونی در مورد تاریخ کانکورد و نیوهمپشایر تألیف کرد و بسیاری از خاطرات و زندگینامه‌های محلی را ویرایش نمود. به‌دلیل نوشتارهای فراوان او در سطح ملی و محلی، او در چندین فهرست معاصر از زنان برجسته آمریکایی و ساکنان نیوهمپشایر قرار گرفت.

## دوران پیری
ابوت که تمام عمر خود را در کانکورد سپری کرد، در ۲۱ سپتامبر ۱۹۳۹ در این شهر درگذشت و در سن ۸۲ سالگی به دیار باقی شتافت. هیچ مدرکی از داشتن روابط صمیمی یا فرزند برای او وجود ندارد. او در مقبره قدیمی شمالی در کانکورد به خاک سپرده شده است و عبارت عاشق بزرگ طبیعت بر روی سنگ قبرش حک شده است.